# Lexington, Massachusetts
Lexington este un oraș în comitatul Middlesex, Massachusetts, SUA. Populația era de 31394 de locuitori la recensământul din 2010, în aproape 11.100 de gospodării. Colonizat în 1641, el este sărbătorit ca locul unde s-au tras primele focuri în Războiul de Independență, în bătălia de la Lexington din 19 aprilie 1775. Face parte din Zona metropolitană Boston și este al șaselea cel mai bogat orășel din Statele Unite.

## Istoria

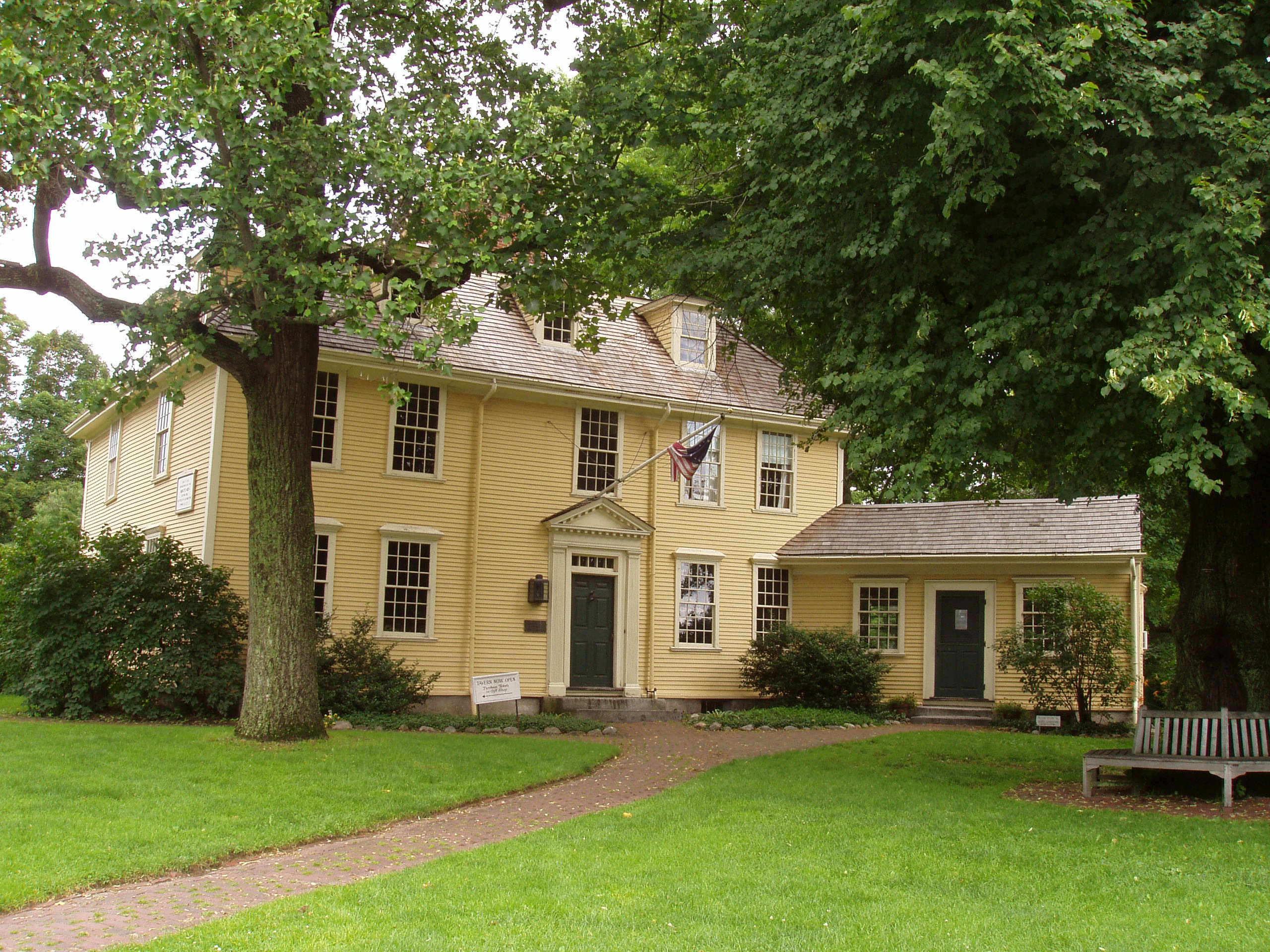
Taverna Buckman, construită la 1710

Lexington a fost colonizat pentru prima dată pe la 1642 ca o parte din Cambridge, Massachusetts. Ceea ce este acum Lexington a fost apoi încorporat ca parohie, numită Cambridge Farms, în 1691. Acest lucru a permis așezării să aibă o biserică și un preot proprii, dar se afla încă sub jurisdicția administrativă a orașului Cambridge. Lexington fost încorporat ca oraș separat în 1713. Atunci a primit și numele de Lexington. De unde vine acest nume este încă subiect de controverse. Unii cred că a fost botezat în cinstea lordului Lexington⁠(d), un peer⁠(d) englez. Unii, pe de altă parte, cred că a fost numit după Lexington (care pe atunci se pronunța după cum se scrie astăzi, Laxton⁠(d)) din Nottinghamshire, Anglia.
În primele zile ale epocii coloniale, Vine Brook⁠(d), pârâu care trece prin Lexington, Burlington, și Bedford, și apoi se varsă în râul Shawsheen, a fost centrul activității agricole și industriale din oraș. Acesta furniza energie mai multor tipuri de mori, și, în secolul al XX-lea, apă pentru irigații.
Zeci de ani, Lexington a crescut modest, rămânând în mare măsură o comunitate de fermieri, care își desfăceau produsele în Boston. Lexington a început să prospere, ajutat de proximitatea față de Boston, și de linia de cale ferată (inițial, Lexington and West Cambridge Railroad⁠(d), mai târziu, la Boston and Maine RailRoad⁠(d)) care deservea cetățenii și întreprinderile, începând din 1846. Actualmente, traseul fostei căi ferate este ocupat de pista de biciclete Minuteman⁠(d). Mulți ani, East Lexington a fost considerat un sat distinct de restul orașului, deși avea încă aceeași administrație și primărie. Cele mai multe dintre fermele de la Lexington au devenit proiecte imobiliare pe la sfârșitul anilor 1960.
Lexington, precum și multe dintre orașele de-a lungul coridorului Route 128⁠(d), a cunoscut un salt demografic în anii 1960 și '70, ca urmare a exploziei high-tech. Valorile proprietăților din oraș au crescut, iar sistemul școlar a devenit recunoscut la nivel național pentru excelență. Orașul participă la programul METCO⁠(d), care transportă cu autobuzele elevii minoritari din Boston în orașele suburbane pentru a le oferi oportunități educaționale mai bune decât cele disponibile pentru ei în școlile publice din Boston.
La 19 aprilie 1775, ceea ce mulți consideră a fi prima bătălie din Războiul de Independență a fost bătălia de la Lexington. După ce au fost puși pe fugă, rebelii au fost urmăriți în marș de britanici spre Concord, unde miliția a avut timp să se organizeze la Old North Bridge⁠(d) și să respingă înaintarea britanicilor, evitând capturarea și distrugerea depozitelor de armament ale miliției.
Lexington a fost în timpul Războiului Rece sediul „Subsectorului Experimental SAGE” al Forțelor Aeriene pentru testarea unui prototip de computer IBM care a ajuns în iulie 1955 pentru dezvoltarea unei „rețele naționale de apărare” computerizate (în anii 1960 s-a dezvoltat și denumită „Lexington Discrimination System” pentru detecția focoaselor ICBM)

## Geografie

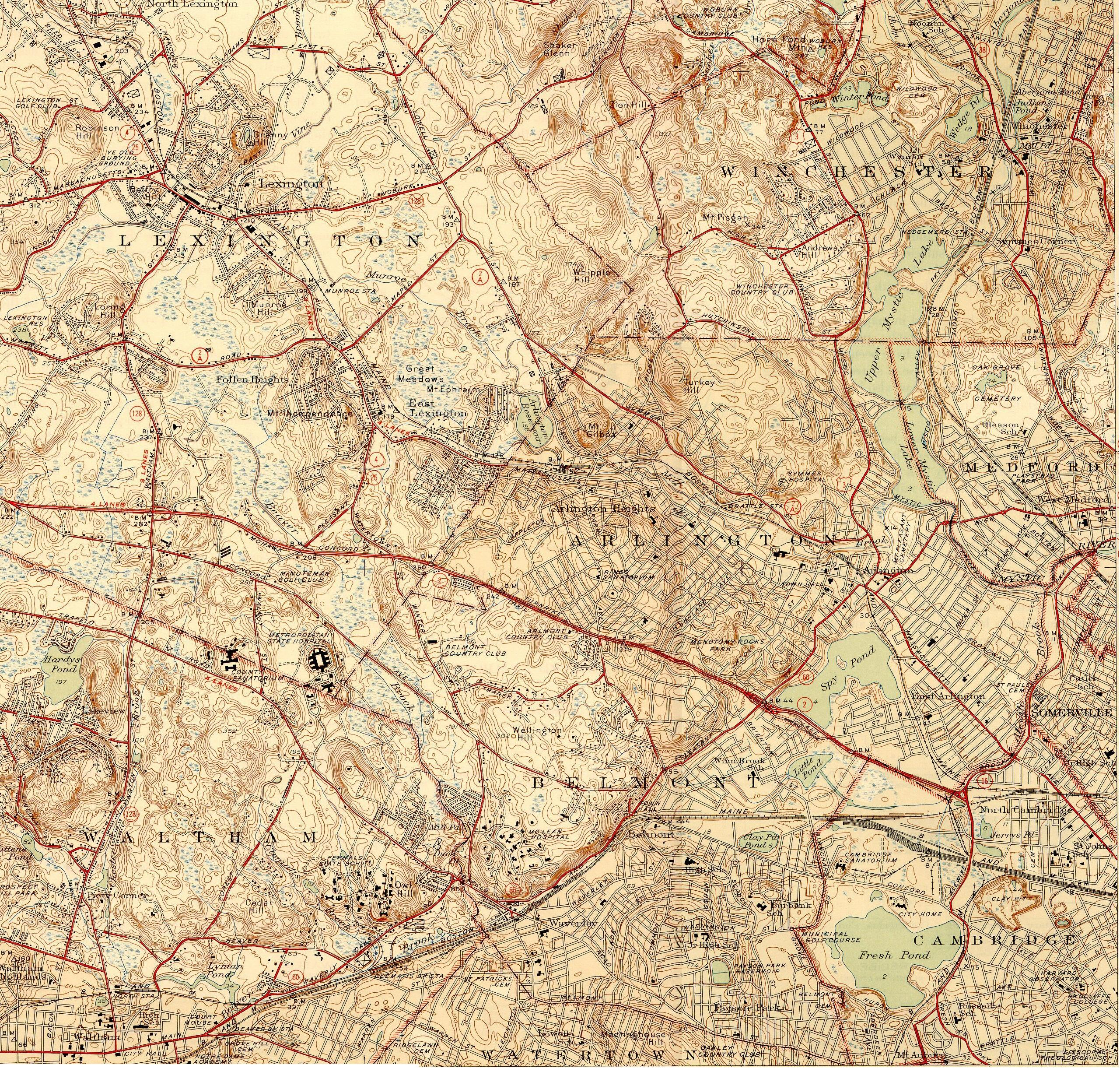
Relieful în Lexington și în împrejurimi

Lexington este situat la 42°26′39″N 71°13′36″V / 42.44417°N 71.22667°V (42.444345, -71.226928).
Potrivit United States Census Bureau, orașul are o suprafață totală de 42,8 km², dintre care 42,5 km² este uscat și 0,4 km², sau 0,85%, este apă.
Lexington se învecinează cu următoarele localități: Burlington⁠(d), Woburn⁠(d), Winchester, Arlington⁠(d), Belmont⁠(d), Waltham⁠(d), Lincoln, și Bedford⁠(d). Are o suprafață mai mare decât toate celelalte unități administrative cu care se învecinează.

## Demografia
Conform recensământului din 2010, populația a ajuns la 31.394 de locuitori.
La recensământul din 2010, erau 31.394 de locuitori, 11.530 de gospodării, și 8807 de familii în oraș. Densitatea populației era de 714,6 locuitori pe kilometru pătrat. Erau 12.019 unități de locuințe la o densitate medie de 266,8/km². Structura rasială a orașului era de 75,5% albi⁠(d), 19,9% asiatici (8,6% chinezi⁠(d), 4,8% indieni⁠(d), 3.2% coreeni⁠(d)), 1,5% negri sau afro-americani, 0,1% amerindieni 0,5% de alte rase, și 2,6%, persoane de mai multe rase. Hispanicii sau latino-americanii de orice rasă alcătuiau 2,3% din populație.
Erau 11.530 gospodării din care 38,6% aveau copii sub vârsta de 18 ani, 66% erau cupluri căsătorite care trăiesc împreună, 7,7% erau familii cu o femeie singură și 24,1% erau non-familii. 20,8% din toate gospodăriile erau alcătuite dintr-o singură persoană, iar 12,3% erau gospodării în care trăia singură o persoană de 65 ani sau mai vârstnică. Dimensiunea medie a gospodăriei era de 2,66 persoane, iar dimensiunea medie a unei familiei de 3,10.
Distribuția pe vârste era de 26,4% sub varsta de 18 ani, de 3,5% de la 18 la 24, 22,7%, de la 25 la 44 de ani, 28,5% de la 45 la 64 de ani, și 19,0% de peste 65 de ani. Vârsta mediană era de 44 de ani. Pentru fiecare 100 de femei erau 88,7 bărbați. Pentru fiecare 100 de femei cu vârsta de 18 ani și peste, erau 83,5 bărbați.
În 2013, media prețurilor caselor separate era de 852.953 de dolari, și prețul mediu al unei case sau al unui apartament era de 718.300 de dolari. În conformitate cu o estimare din 2012, venitul mediu pentru o familie din oraș era de 191.350 dolari, și venitul mediu pentru o familie de 218.890. Bărbații aveau un venit mediu de 101.334 față de 77.923 de dolari pentru femei. Venitul pe cap de locuitor în oraș era  de 70.132 de dolari. Aproximativ 1,8% din familii și 3,4% din populație trăiau sub pragul sărăciei⁠(d), inclusiv 3,2% dintre cei cu vârsta sub 18 ani și 3,4% din cei cu vârsta de 65 ani sau peste.
După rasă, venitul median pe gospodărie era mai mare pentru gospodăriile cu rase mixte, la 263.321 de dolari. Gospodăriile hispanice aveau un venit mediu de 233.875; cele asiatice, de 178.988; cele albe de 154.533. Gospodăriile de negri aveau un venit mediu de 139.398, iar cele de amerindieni, un venit mediu de 125.139 de dolari.

### Populația născută în străinătate
În 2010, 20% dintre locuitorii din Lexington se născuseră în afara Statelor Unite.

## Educație

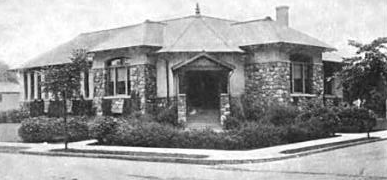
Cary Memorial Library

### Școlile publice
Educația publică în Lexington cuprinde șase școli primare, două școli medii și un liceu. În general, circumscripția școlară Lexington este printre primele clasate la nivel național și de stat. 
Bridge Elementary School și Jonas Clarke Middle School erau Școli Naționale cu Panglică Albastră, clasificare de mare performanță, în 2010 și, respectiv, în 2013. Ele au fost clasificate ca școli de top pe baza scorurilor Massachusetts Comprehensive Assessment System (MCAS). Liceul din Lexington a fost clasat în 2014 ca al 19-lea cel mai bun liceu din țară de USNews. În 2012, Liceul Lexington a câștigat concursul National Science Bowl al Departamentului de Energie al SUA (DOE). În plus față de Liceul Lexington, elevii pot studia și la Liceul Regional Minuteman.

### Educație suplimentară
Școala Chineză din Lexington (LCS; 勒星頓中文學校), își ține cursurile la Liceul din Belmont. În 2003, peste 400 de elevi au participat la cursurile acestei școli, care se țin duminica.

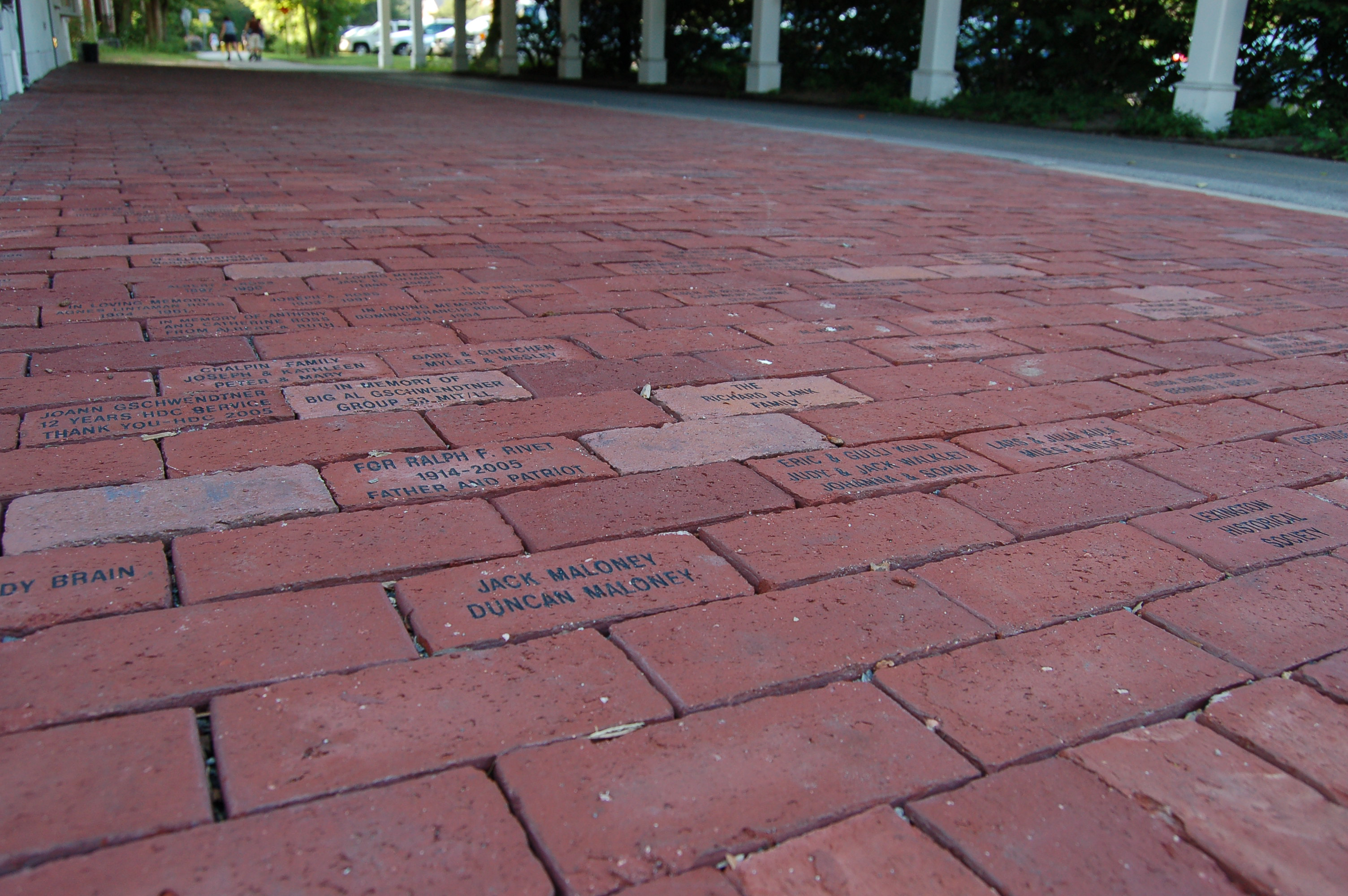
Pavele memoriale gravate pe trotuarul de la Lexington Depot

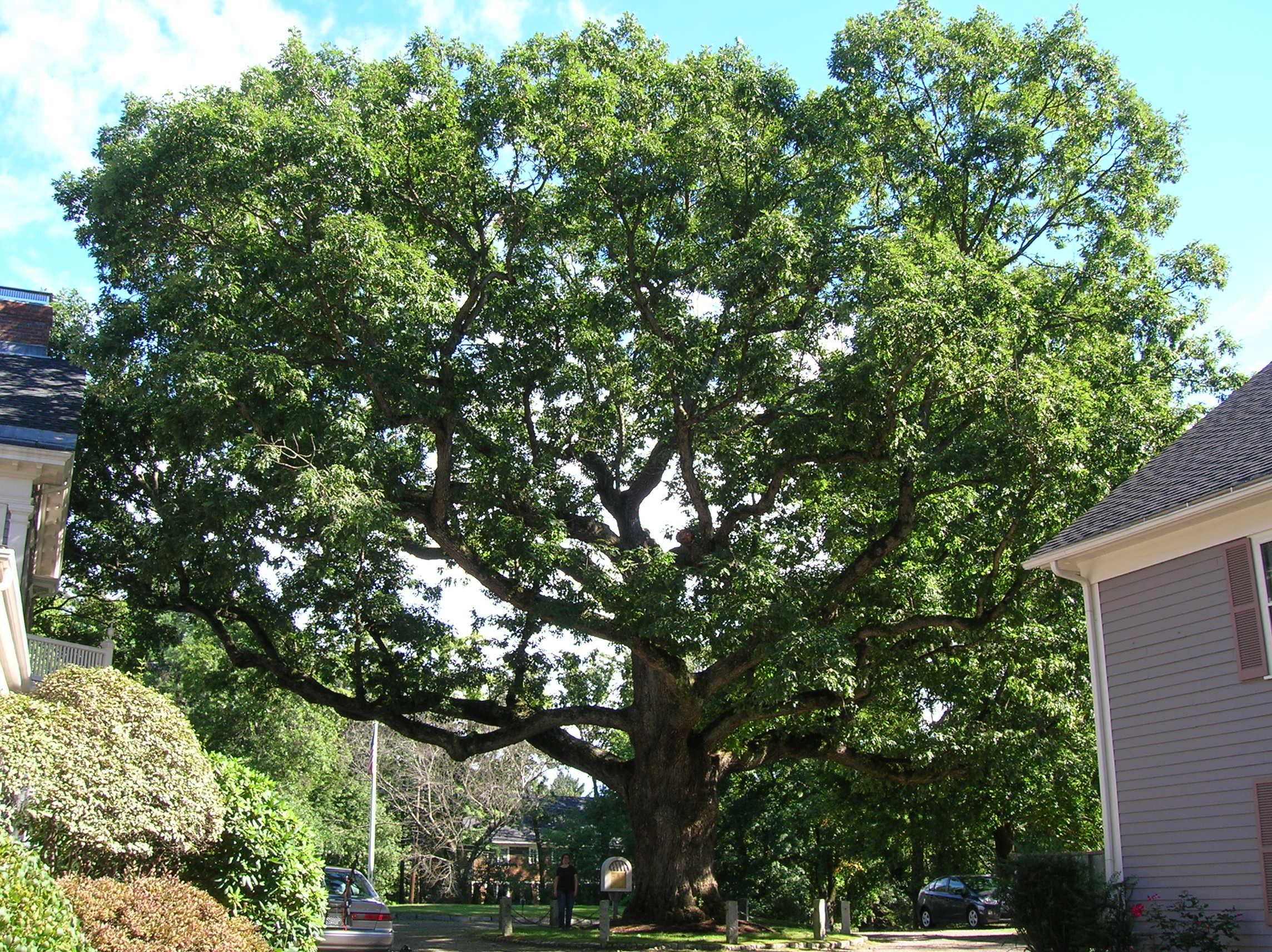
Stejarul istoric Mullikan, septembrie 2012

## Puncte de interes
- Lexington is este celebru pentru istoria sa și găzduiește mai multe clădiri, parcuri și monumente  istorice, majoritatea datând din perioada colonială și revoluționară.
- Unul dintre cele mai de seamă obiective turistice istorice, aflat în centrul Lexingtonului, este the Common, ulterior denumită Peluza Bătăliei, unde s-a dus lupta, și unde s-a ridicat o statuie a lui John Parker, căpitanul miliției din Lexington.
- Un alt monument istoric important este Monumentul Revoluționar, cel mai vechi monument de război din țară (ridicat la 4 iulie 1799), unde sunt înmormântați coloniștii uciși în bătălia de la Lexington.
- Alte obiective istorice sunt Cimitirul Vechi (cu morminte datând din 1690), clopotnița veche, Taverna Buckman (circa 1704-1710), Taverna Munroe (circa 1695), casa Hancock-Clarke (1737), memorialul U.S.S. Lexington, Centre Depot (fosta gară de pe linia Boston and Maine, astăzi sediul Societății Istorice din oraș), biserica Follen (cea mai veche biserică din Lexington, construită la 1839), și stejarul alb Mullikan (unul dintre cei mai spectaculoși și mai bătrâni arbori din Lexington).[29]
- În Lexington, alături de orașul vecin Lincoln și de Concord, se află Parcul Național Istoric Minute Man⁠(d), de 3,6 km².
- Muzeul și Biblioteca Masonice de Rit Scoțian prezintă exponate de istoria americană și despre masonerie.
- În centrul Lexingtonului sunt mai multe restaurante, galerii de artă, magazine, un mic cinematograf, Biblioteca Memorială Cary, pista de biciclete Minuteman⁠(d), Depot Square.
- Willards Woods Conservation Area, o mică zonă protejată împădurită donată cu ani în urmă de surorile Willard.[30] La pădurea Willards face referire schița satirică „Donnie's Party” de la Saturday Night Live.
- Lexington găzduiește mai multe comunități moderniste construite de-a lungul timpului de arhitecți cunoscuți. Printre aceste cartiere se numără Six Moon Hill, Peacock Farm și Five Fields.[31]

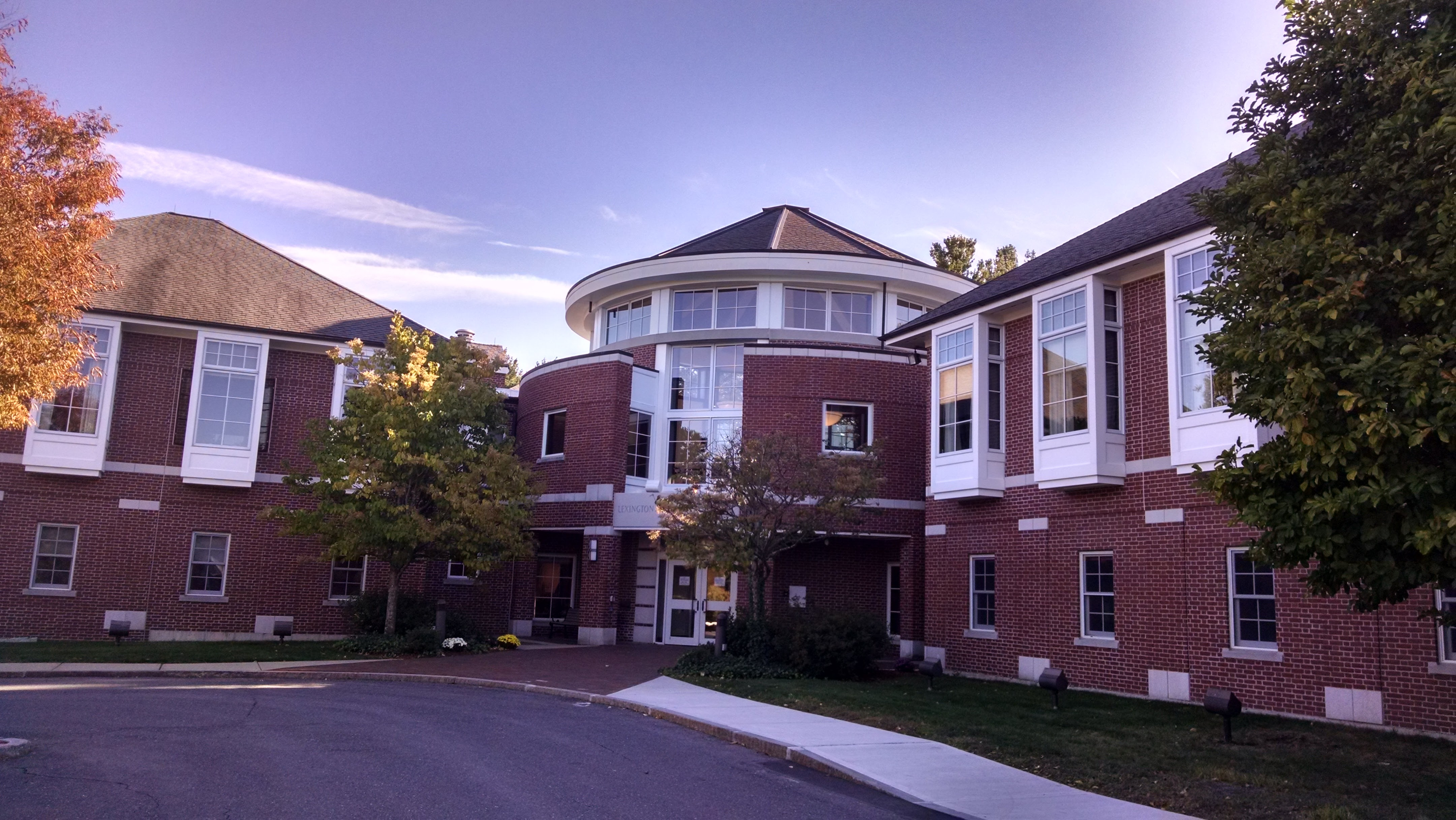
Centrul Comunitar Lexington, deschis la 17 octombrie 2015. Se află lângă sediul Jurisdicției Masonice de Nord a Francmasoneriei de Rit Scoțian.

## Personalități născute aici
- Drew Weissman (n. 1959), cercetător, laureat Nobel pentru medicină.